# 阿伦斯霍普

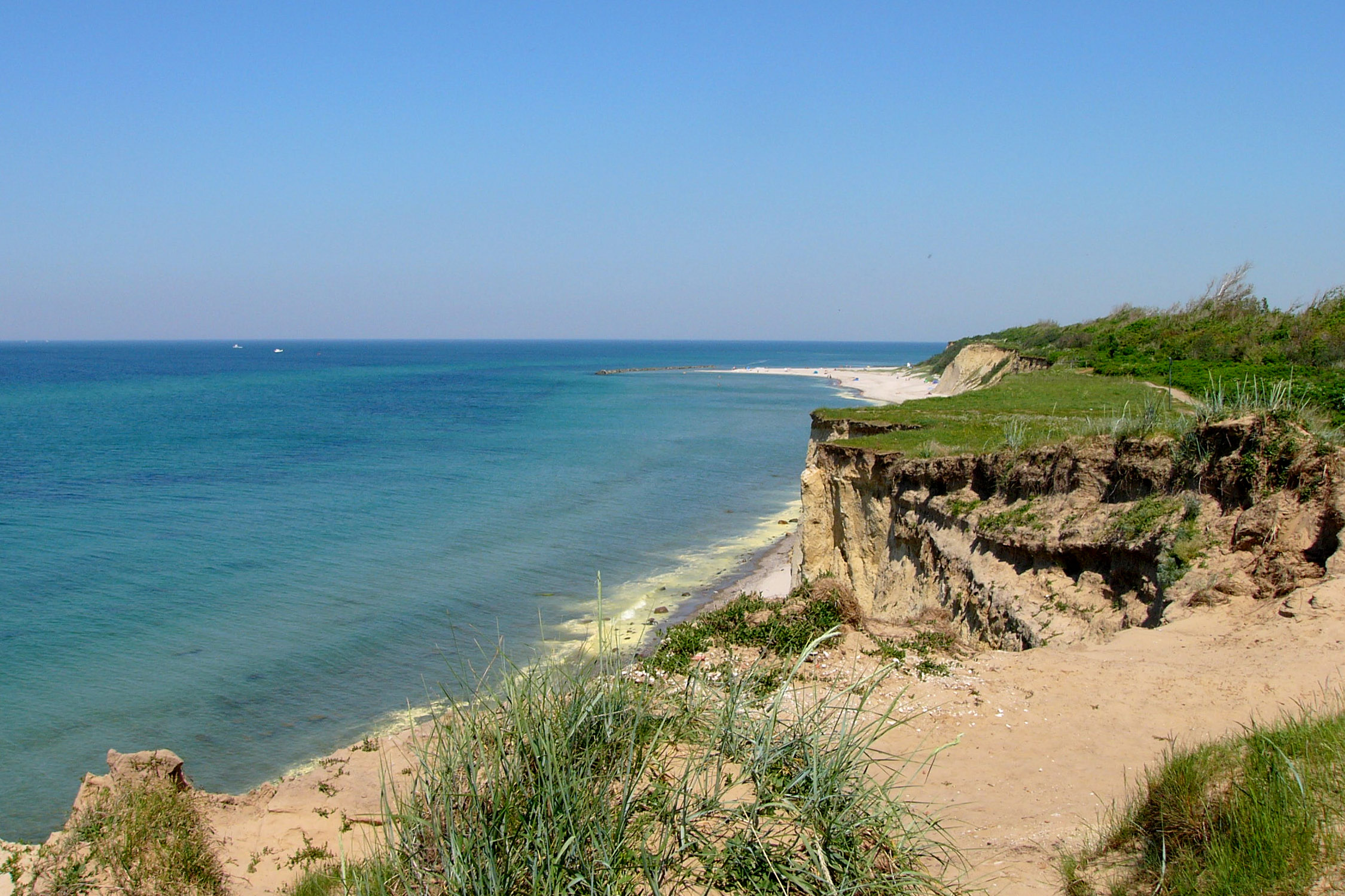
Ahrenshoop

阿伦斯霍普是德国梅克伦堡-前波莫瑞州的一个市镇。总面积5.29平方公里，总人口694人，其中男性321人，女性373人（2011年12月31日），人口密度131人/平方公里。